# Mózg: fascynacje, problemy, tajemnice
Mózg: fascynacje, problemy, tajemnice – książka popularnonaukowa autorstwa Jerzego Vetulaniego wydana przez Wydawnictwo Homini w 2010 roku.

## Wydanie i treść
Redaktorem książki był Krzysztof Bielawski.
Jest zbiorem różnych artykułów autora opublikowanych w mediach na przestrzeni kilku lat przed wydaniem. Teksty zamieszczone w książce zostały podzielone na cztery części: pierwsza dotyczy moralności i sztuki, druga seksu, trzecia pamięci, zaś ostatnia narkotyków.

## Odbiór
Sławomir Zagórski na łamach Gazety Wyborczej określił Mózg: fascynacje, problemy tajemnice, podobnie jak jego kontynuację – Piękno neurobiologii – mianem „pozycji arcyciekawej”.
Mózg... otrzymał nagrodę Krakowskiej Książki Miesiąca w styczniu 2011 roku oraz Rekomendację Racjonalisty od portalu Racjonalista.pl.